# Epalpus albomaculatus
Epalpus albomaculatus är en tvåvingeart som först beskrevs av Jaennicke 1867.  Epalpus albomaculatus ingår i släktet Epalpus och familjen parasitflugor. Inga underarter finns listade i Catalogue of Life.